# Take it All
Take it All er det femte studiealbum fra den danske popgruppe Zididada. Det blev udgivet den 2008. Albummet nåede seks uge på Hitlistens Album Top-40 som nummer 12.

## Spor
1. "If I Was a Girl" - 3:18
2. "Redhanded" - 4:03
3. "Hostage" - 3:54
4. "Rather Be Lonely" - 3:36
5. "Korean Librarians" - 3:01
6. "It's All Over Me" - 3:35
7. "Karaokee" - 2:59
8. "Take It All" - 3:46
9. "Looking for a Lover" - 3:21
10. "Daydreamer" - 3:06
11. "Hot Ass" - 3:29
12. "Love Your Self" - 3:35
13. "Woman Woman" - 3:35